# Гадюка Борнмюллера
Гадюка Борнмюллера (лат. Montivipera bornmuelleri) — вид ядовитых змей из семейства гадюковых, обитающий в горах Леванта. Назван в честь немецкого ботаника Йозефа Борнмюллера.

## Внешний вид
Общая длина змеи обычно составляет 40—45 см, редко достигает 62 см. Хвост занимает 7,5—9 % общей длины. Голова относительно широкая, почти треугольная, к концу сужается. Глаза среднего размера, расположены по бокам, с вертикальными зрачками и золотистой, коричневой или чёрной радужкой, окружены 18—20 чешуйками. Надглазничные щитки слегка выдаются вбок, напоминая ресницы. Верхнегубных щитков 9, отделены от глаз одним рядом чешуй. Нижнегубных щитков 11—12. От глаза до края рта тянется тёмная полоса. В задней части головы сверху две тёмные диагональные полоски. Шея относительно тонкая. Туловище толстое, в сечении овальное и слегка уплощённое, посередине покрыто 23—25 рядами килеватых чешуй. Тело от серого до светло-коричневого, покрыто отчётливыми чёрными или тёмно-коричневыми пятнами, несколько более светлыми в середине. Пятна располагаются либо вдоль хребта, либо по бокам от него, чередуясь или сливаясь, напоминая по форме бабочку. Пространство между пятнами от соломенно-жёлтого до белого. По бокам проходят два ряда тёмных пятнышек. Низ тела серо-коричневый с крапом, покрыт 145—154 широкими брюшными щитками. Анальный щиток цельный. Подхвостовых 24—34 пары. Самки, как правило, крупнее самцов.

## Ареал и образ жизни
Распространена на севере Израиля, в Ливане и на крайнем западе Сирии. Встречается на скалистых высокогорных склонах и плато на высоте до 2200 м над уровнем моря. Активна ночью и, частично, днём. Питается мелкими млекопитающими (полёвками), ящерицами, земноводными и, предположительно, беспозвоночными. Яйцеживородящая, в августе и сентябре самки рождают до 6 детёнышей.

## Яд
Яд преимущественно гемотоксический с цитотоксическими компонентами. Укусы приводят к отёку, местной боли и некрозу, а также к системному кровоизлиянию.

## Угрозы и охрана
Международный союз охраны природы отнёс вид к категории вымирающих в связи с фрагментированностью и малой площадью ареала, а также сокращением доступных мест обитания в результате перевыпаса скота и езды на внедорожниках. На оккупированной Израилем территории горы Хермон виду может угрожать развитие на ней горнолыжных курортов и использование местообитаний военными. Охраняется в заповедниках Эш-Шуф и Хорш-Эхден в Ливане и в заповеднике на горе Хермон.